# Daniel Douša
Daniel Douša (República Checa, 24 de octubre de 1981) es un exjugador de baloncesto de nacionalidad checa. Con 2,19 metros de altura, actuaba en la posición de pívot.

## Trayectoria
Surgido de la cantera del BC Sparta Praha, jugó en la Národní Basketbalová Liga hasta 2006.
En julio de 2006 el club español Joventut de Badalona lo contrató por dos años, pero lo cedió al CB Prat de la LEB 2. Al culminar su campaña, permaneció en el mismo país y en la misma categoría, jugando para el Ciudad de Vigo Básquet.
En la temporada 2008-09 jugó para el Apollon Limassol BC de la Primera División de Baloncesto de Chipre.
Regresó en octubre de 2009 a la Národní Basketbalová Liga, siendo fichado por el BK Opava.
Se retiró a fines de 2010, vistiendo la camiseta del BK Děčín.

## Selección nacional
Douša representó a la República Checa en las Universiadas de 2001 y 2003.
Con la selección absoluta jugó algunos partidos en 2005.

## Vida personal
Es hijo de Zdeněk Douša y Hana Jarošová -ambos figuras del baloncesto checoslovaco- y hermano de David Douša.